# Systematische Übersichtsarbeit

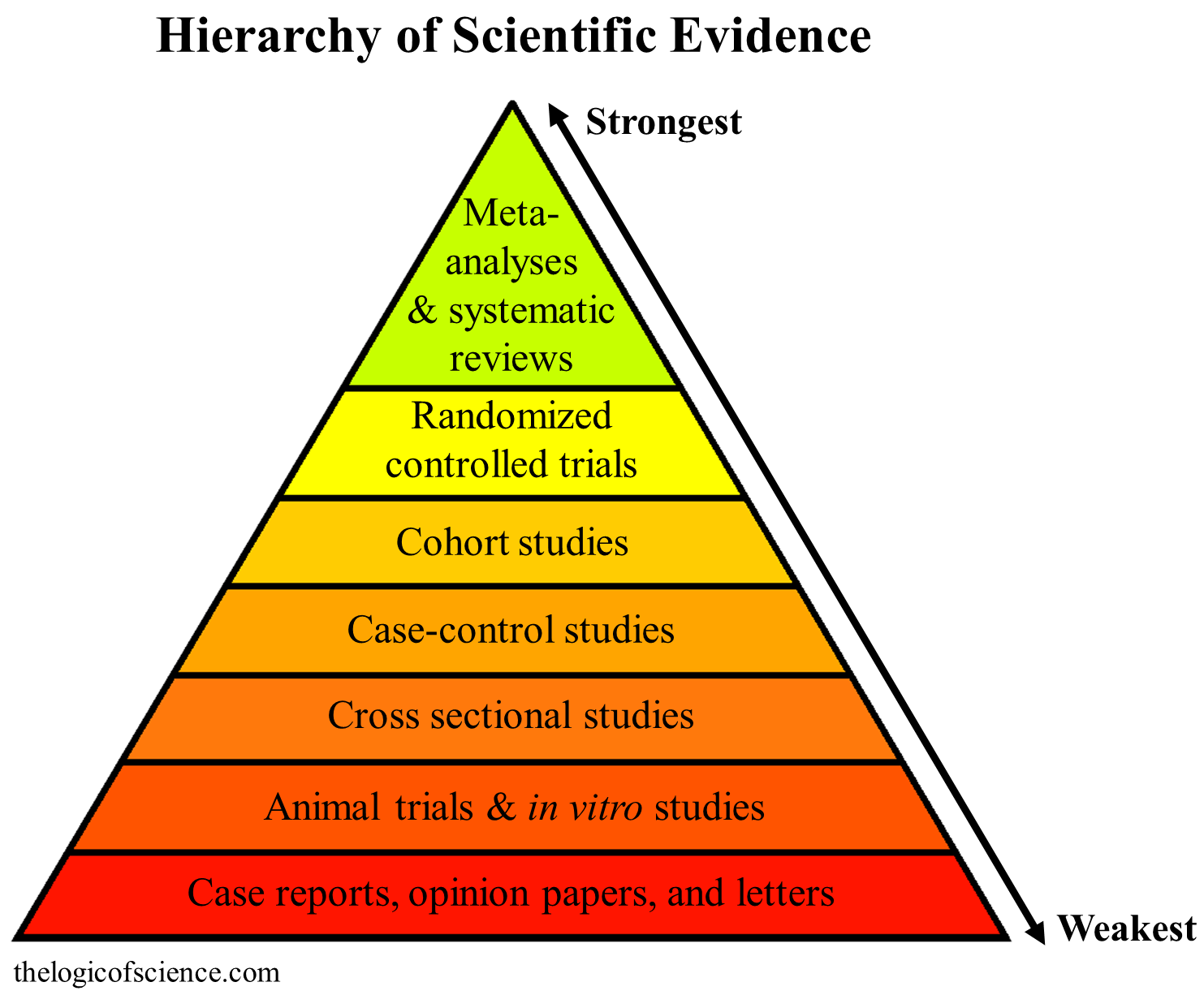
Eine systematische Übersichtsarbeit ist die höchste Form der Erkenntnis in der Wissenschaft.

Eine systematische Übersichtsarbeit (englisch systematic review), meist schlicht (der, die oder das) Review ist eine wissenschaftliche Arbeit in Form einer Literaturübersicht, die zu einem bestimmten Thema durch geeignete Methoden versucht, alles verfügbare Wissen zu sammeln, zusammenzufassen und kritisch zu bewerten. Grundlage jeder Übersichtsarbeit ist die bereits publizierte Fachliteratur.
Grundsätzlich kann zwischen unsystematischen (narrativen) und systematischen Literatur-Reviews unterschieden werden. Innerhalb der systematischen Literatur-Reviews existiert eine Vielzahl an Arten von Übersichtsarbeiten. Die häufigsten sind: Rapid systematic Review, Scoping Review, Umbrella Review. Im Zuge der COVID-19-Pandemie kamen Rapid Reviews eine neue Bedeutung zu, da im Vergleich zu systematischen Literatur-Reviews schnell verfügbare Evidenz für gesundheitsrelevante Fragestellungen zur Verfügung steht.
Reviews können insbesondere bei quantitativen Angaben durch eine Metaanalyse ergänzt werden. Reviews verfolgen verschiedene Absichten, unter anderem:
- Dem Leser soll eine aktuelle Übersicht über ein bestimmtes wissenschaftliches Thema geboten werden. Reviews erscheinen häufiger als Fachbücher zum selben Thema, auch ist der Aufwand zur Erstellung der Übersichtsarbeit geringer. Schließlich sind manche Themen derart spezialisiert, dass sich die Herausgabe eines Buches nicht lohnen würde.
- Das Review-Format erlaubt es, auch kleinere, wenig beachtete und wenig aussagekräftige Studien in einen Kontext zu setzen. Dies ist insbesondere in der Medizin gebräuchlich, wo zu seltenen Erkrankungen und Komplikationen oft nur einzelne Fallberichte existieren, die dann alle paar Jahre im Licht neuerer Erkenntnisse zusammengefasst und kritisch gewürdigt werden.
- Des Weiteren dienen Review-Artikel auch dazu, Wissenslücken oder Mängel in den bisherigen Datenbeständen zu beschreiben. Im selben Atemzug werden auch neue Forschungsansätze vorgeschlagen.

Systematische Übersichtsarbeiten weisen die höchste Beweiskraft aller wissenschaftlichen Arbeiten auf (siehe Evidenzgrad), da die Verfasser zu den ursprünglichen Artikeln keinen persönlichen Bezug haben (Interessenkonflikt). Außerdem liegt der Zweck eines Reviews gerade darin, ältere Facharbeiten kritisch zu würdigen.

## Vorgehensweise
Durch den technischen Fortschritt wurde es deutlich erleichtert, systematische Übersichtsarbeiten zu erstellen. Dies liegt vor allem an den Datenbanken, in welchen veröffentlichte wissenschaftliche Arbeiten registriert und über Suchbegriffe aufzufinden sind. Früher mussten von Hand verschiedene Kataloge durchgesehen werden:
- Bibliothekskataloge
- Bibliografien
- die gedruckte jährliche Auflistung aller Artikel, die in der entsprechenden Zeitschrift erschienen sind
- Mikrofilme

Für Übersichtsarbeiten wesentlich sind eine klare Definition der Thematik und die Erstellung von Relevanzkriterien für die Fachartikel. Daraus folgt eine Auswahl der zu benutzenden Datenbanken und Kataloge (Web of Science, Embase, Google Scholar, Scopus, PubMed, …) und gegebenenfalls eine nachvollziehbare Beschränkung auf bestimmte Jahrgänge (z. B. „Literatur der letzten 20 Jahre“). Es ist zu klären, inwiefern sogenannte graue Literatur (Diplomarbeiten, sonstige unveröffentlichte Arbeiten auf Hochschulniveau) einzubeziehen ist.
Die Suchergebnisse müssen gefiltert werden, da nicht alle Studien für das gewählte Thema relevant sind. Üblich ist ein mehrstufiges Verfahren:
1. Durchlesen der Titel aller Artikel
2. falls in Schritt 1 als relevant empfunden: Abstract durchlesen
3. falls in Schritt 2 als relevant empfunden: ganze Arbeit durchlesen
4. Extraktion der relevanten Angaben und Daten

Ist eine Arbeit schließlich als relevant bewertet worden, kann ihr Literaturverzeichnis nach weiterer einschlägiger Literatur durchsucht werden (sogenannte Schneeball-Technik). Je nach Fragestellung kann die als relevant identifizierte Literatur schließlich nach qualitativen Maßstäben gewichtet werden, um methodisch mangelhafte Studien auszuschließen. Im Gesundheitsbereich geschieht dies etwa nach den Richtlinien der GRADE Working Group.
Außerdem muss der Publikationsbias ermittelt werden, da nicht alle Forschungsarbeiten veröffentlicht werden, während aber die Übersichtsarbeit ein vollständiges Bild aller Forschungsarbeiten vermitteln soll.

## Übersichtsarbeiten nach Wissenschaftsgebieten (Auswahl)
Hervorzuheben ist hier Annual Reviews, ein Verlag, welcher für mehr als 30 Sachgebiete jährliche Übersichtsarbeiten veröffentlicht.

### Chemie
Beispiele für Zeitschriften, die Zusammenfassungen über größere Arbeitsgebiete veröffentlichen, sind Accounts of Chemical Research, Angewandte Chemie, Chemical Reviews, Chemical Society Reviews, Synlett, Synthesis, Tetrahedron und Uspechi Chimii / Russian Chemical Reviews. In einigen dieser Zeitschriften erscheinen parallel auch Originalarbeiten.

### Medizin
In der evidenzbasierten Medizin werden systematischen Übersichtsarbeiten randomisierter kontrollierter Studien (RCTs) die höchste Beweiskraft für den Nachweis einer therapeutischen Wirksamkeit zugeschrieben. Der größte Herausgeber systematischer Übersichtsarbeiten in der Medizin ist Cochrane.

### Physik
In der Physik gibt es eine Vielzahl von Zeitschriften zur Veröffentlichung von Übersichtsarbeiten. Reviews of Modern Physics ist dabei eine der ältesten und angesehensten Zeitschriften.

### Wirtschafts- und Sozialwissenschaften
Systematische Literaturanalysen haben erst spät eine weite Verbreitung in den Wirtschafts- und Sozialwissenschaften gefunden und stellen inzwischen eine etablierte Methode dar. Durach et al. haben methodische Schritte vorgestellt, die in diesen Wissenschaften hilfreich bei der Durchführung einer systematischen Literaturanalyse sein können.

## Trivia
Studien zum Wissenstransfer in der Chemie wiesen nach, dass Änderungen in einschlägigen Artikeln der Wikipedia Aktualisierungen in zahlreichen wissenschaftlichen Zeitschriften nach sich ziehen und vielfach von fachkundigen Autoren als eine Art Sammlung relevanter Literatur verwendet werden. Damit nähmen manche Wikipedia-Artikel eine quasi äquivalente Rolle zu akademischen Reviews ein.